# Friedenstraße
La Friedenstraße est une rue de Berlin en Allemagne. 

## Situation et accès
Elle est située dans le quartier de Friedrichshain.

## Origine du nom
Le nom de la rue tire son nom du mot allemand Frieden, qui signifie paix fait référence au traité de Francfort de 1871, qui met fin à guerre franco-allemande de 1870.

## Historique
Créée au XIXe siècle, elle fait un peu plus d'un kilomètre de long et a pris sa dénomination actuelle en 1872. 

## Bâtiments remarquables et lieux de mémoire
Malgré de graves dommages aux bâtiments lors des bombardements de la Seconde Guerre mondiale, certains bâtiments et monuments ont été préservés de l'aménagement d'origine de la Friedenstrasse, certains sont classés monuments historiques. Les dommages de guerre ont affecté des blocs entiers, tels qu'entre Friedberger et Koppenstraße, Weinstraße et Büschingstraße et en particulier entre Friedenstraße 17 et Landsberger Allee. On a donc encore des bâtiments anciens sur Friedenstraße qui ont été agrandis dans les années 1950, comme entre Koppenstraße et Palisadenstraße, mais aussi des bâtiments anciens entre des bâtiments de type RDA.

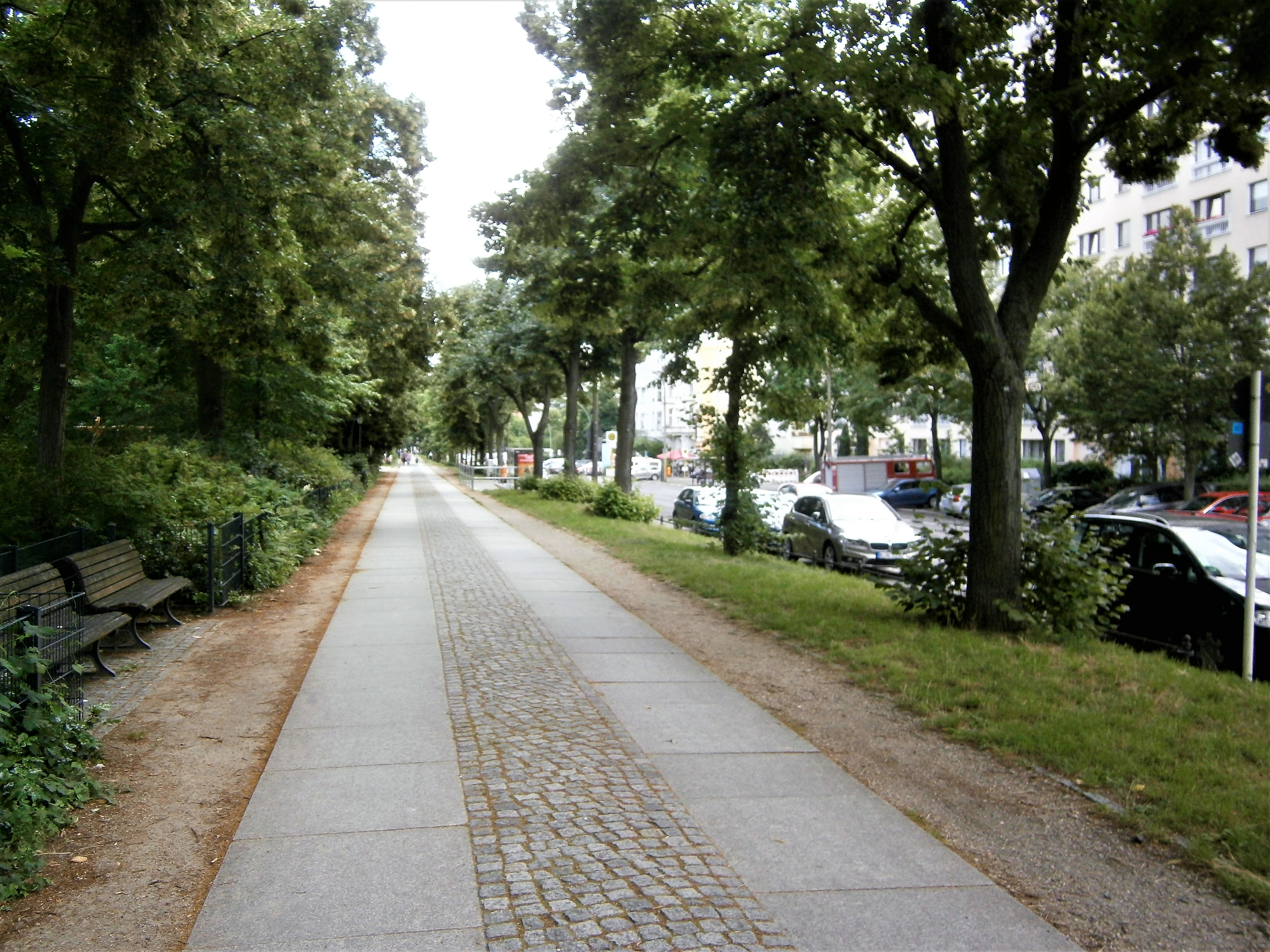
Randweg sur Friedrichshain, parallèle à Friedenstraße.
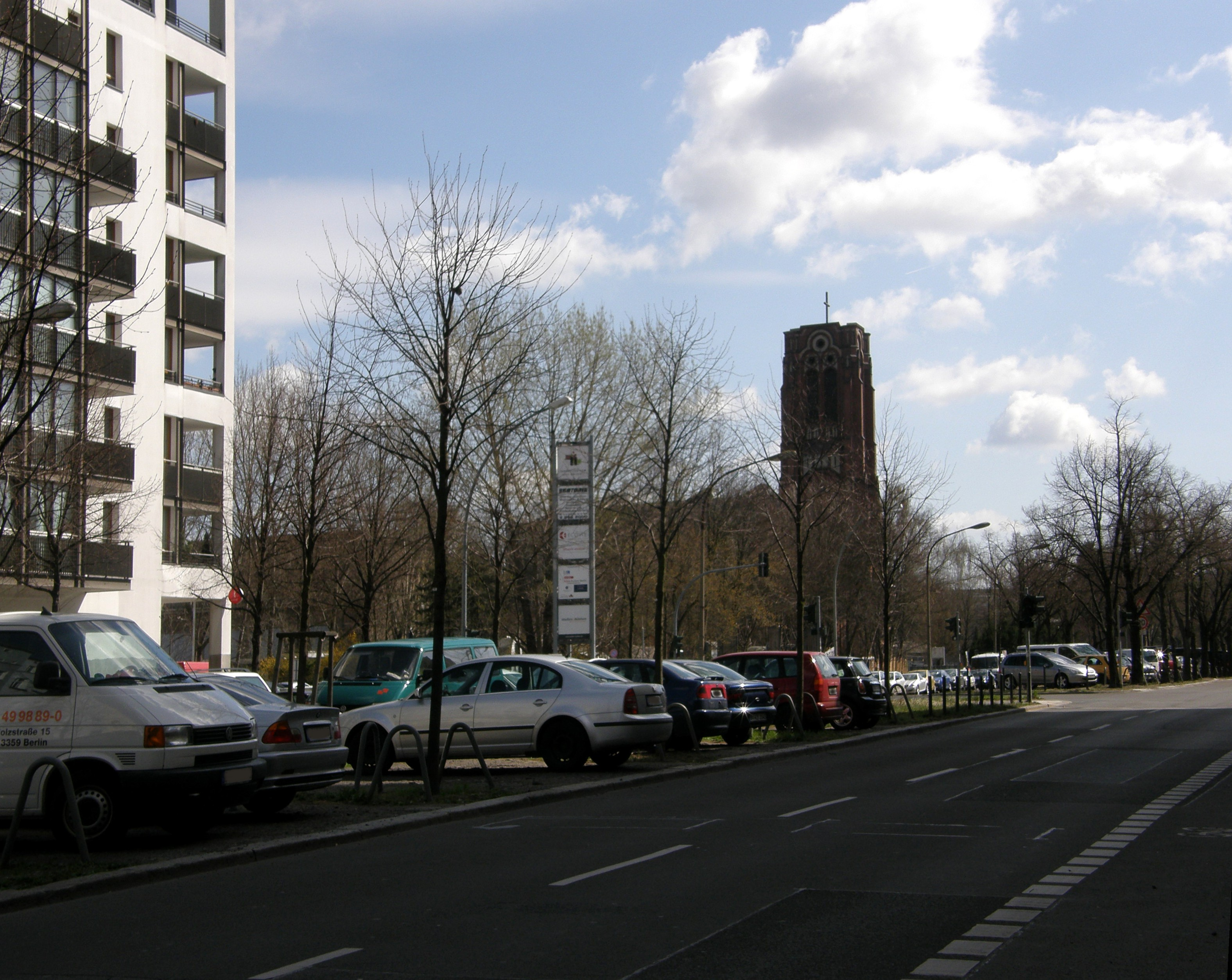
Partie Est de la rue : Vue vers l' église de la Résurrection.
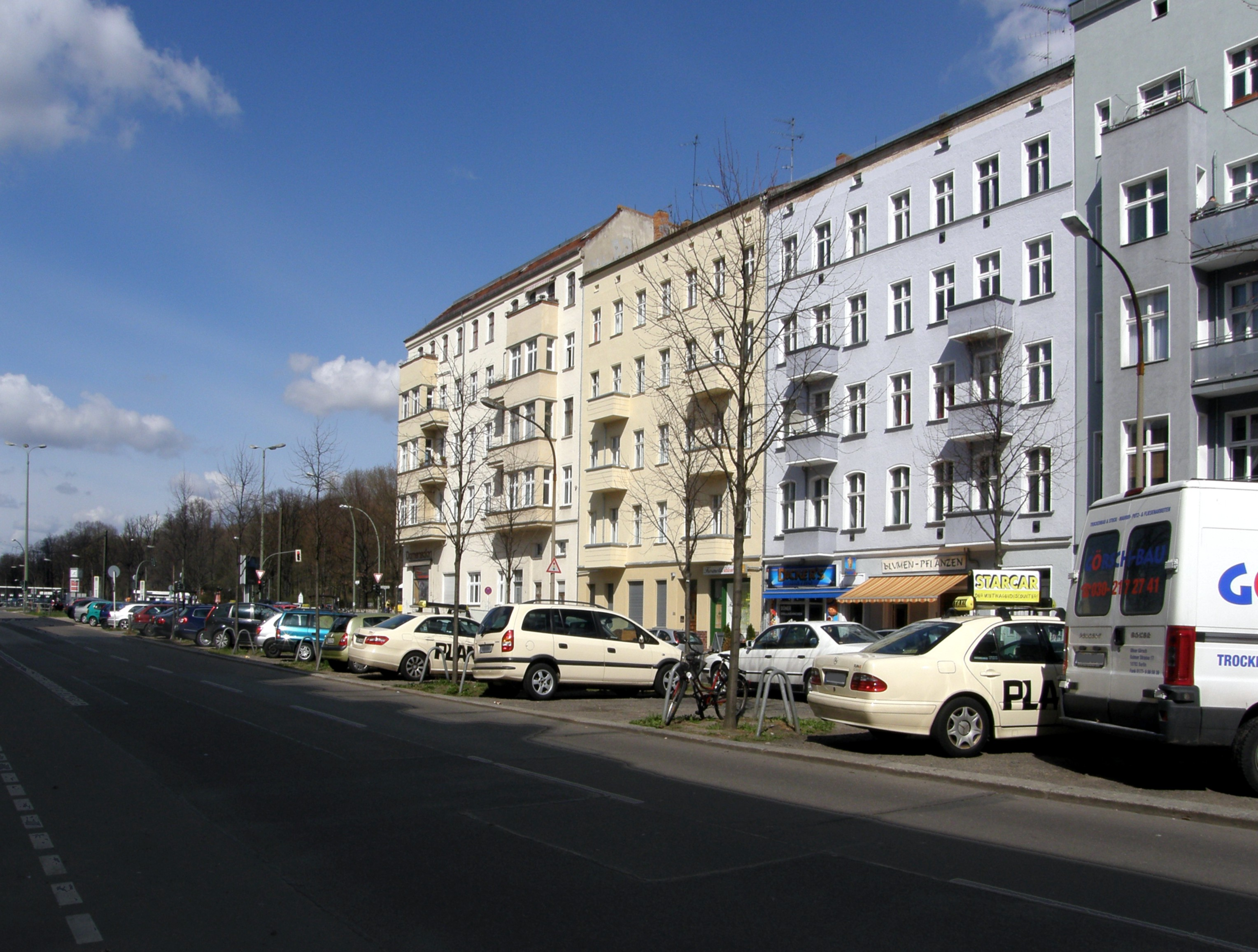
Partie est de la rue : vue sur Landsberger Allee.
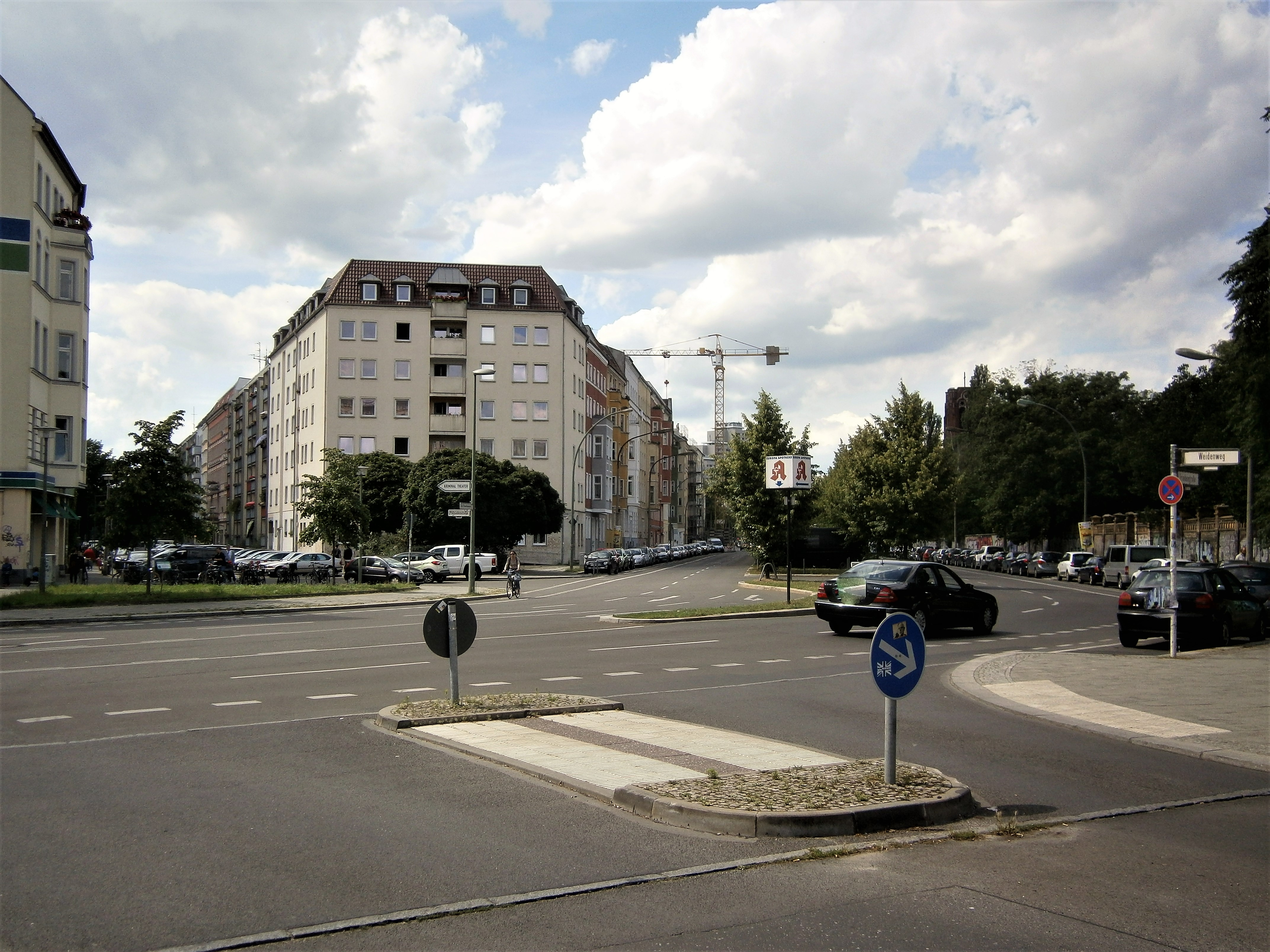
Vue de la Friedenstraße depuis Weidenweg (abrégé Friedenstraße).

Monuments notables :
- Monument à Alexander von Blomberg  à l'ancienne Königstor.
- Église Saint-Barthélemy (de)  à l'adresse Friedenstraße 1.
- Maison missionnaire du Berliner Missionswerk de 1873 et siège de l' Église protestante Berlin-Brandebourg-Silésie Haute-Lusace au coin de Georgenkirchstraße.
- Mémorial des combattants d'Espagne par Fritz Cremer
- L'ensemble de bâtiments de la Place des Nations Unies Friedenstraße ferme la place au nord-est.
- Cimetière des morts de mars (de)
- Ancienne brasserie de Bohême
- Église de la Résurrection (de)